# کوه فینکل
کوه فینکل (فینکُل) با ۶۱۹ متر (۲٬۰۳۱ فوت) بلندی، بلندترین نقطه در در آبخوست و ایالت کوسرائی در کشور ایالات فدرال میکرونزی است که در منطقه شهرداری اوتوه قرار دارد.
رودخانه فینکل با سرچشمه‌گیری از این کوه به سوی جنوب جاری شده و در نزدیکی روستای اوتوا ما به اقیانوس آرام می‌ریزد. 